# Villa Basilica
Villa Basilica là một đô thị ở tỉnh Lucca trong vùng Toscana, có cự ly khoảng 50 km về phía tây bắc của Florence và khoảng 13 km về phía đông bắc của Lucca. Tại thời điểm ngày 31 tháng 12 năm 2004, đô thị này có dân số 1.792 người và diện tích là 36,5 km².
Villa Basilica giáp các đô thị: Bagni di Lucca, Borgo a Mozzano, Capannori, Pescia.